# Енді Стенфілд
Ендрю Вільям Стенфілд (англ. Andrew William Stanfield; нар. 29 грудня 1927 — пом. 15 червня 1985) — американський легкоатлет, який спеціалізувався в бігу на короткі дистанції.

## Досягнення
Дворазовий олімпійський чемпіон-1952 з бігу на 200 метрів та естафетного бігу 4×100 метрів.
У 1956, на наступних Іграх в Мельбурні, здобув срібло на 200-метрівці.
Екс-рекордсмен світу з бігу на 220 ярдів, 200 метрів та в естафетному бігу 4×220 ярдів.

## Основні міжнародні виступи
| Рік  | Змагання         | Місто     | Місце | Дисципліна |
| ---- | ---------------- | --------- | ----- | ---------- |
| 1952 | Олімпійські ігри | Гельсінкі | 1     | 200 м      |
| 1952 | 1                | 4×100 м   |       |            |
| 1956 | Олімпійські ігри | Мельбурн  | 2     | 200 м      |